# Monte Logan (Washington)
Il monte Logan (in inglese Mount Logan), alto 2770 m s.l.m., è una vetta compresa nel parco nazionale delle North Cascades e nello stato del Washington. Il monte Logan si trova in una posizione remota della zona protetta in cui rientra e richiede di compiere un cammino di 32 km per raggiungere la vetta. La montagna in sé non rappresenta una sfida a livello alpinistico difficile, anche se gli approcci maggiormente semplici richiedono l'attraversamento di ghiacciai e si consiglia l'utilizzo di corde e altri strumenti. La vetta ospita tre ammassi di neve permanenti, ovvero il Banded a nord, il Fremont a sud-ovest e il Douglas sui pendii sud-orientali.

## Clima
Le precipitazioni sul Logan si devono, come nell'intera catena delle Cascate, a masse d'arie umide dell'oceano Pacifico sospinte dai venti prevalenti di ovest. Quando queste si scontrano con l'enorme rilievo, tendono poi a riversarsi principalmente sul versante occidentale per il fenomeno dell'ombra pluviometrica. Di conseguenza, il lato ovest delle North Cascades vede forti precipitazioni, soprattutto durante i mesi invernali sotto forma di nevicate. A causa del clima temperato e della vicinanza all'Oceano Pacifico, le aree a ovest del gruppo montuoso sperimentano molto raramente temperature inferiori a -18 °C o superiori a 27 °C. Durante i mesi invernali, il tempo è generalmente nuvoloso, ma, a causa dei sistemi di alta pressione sull'Oceano Pacifico che si intensificano durante i mesi estivi, spesso c'è poca o nessuna copertura nuvolosa durante l'estate. A causa del influenza marittima, la neve tende ad essere umida e pesante, con conseguente alto rischio di valanghe.

## Geologia
Le North Cascades presentano alcune delle topografie più irregolari della catena delle Cascate, con picchi scoscesi, irte creste e profonde valle glaciali. Gli eventi geologici verificatisi svariati millenni fa hanno contribuito a creare la topografia odierna e i drastici cambiamenti di elevazione sulla catena delle Cascate hanno generato le conseguenti differenze in termini climatici tra i versanti est ed ovest del gruppo montuoso. Grazie a tali fattori, è stato comunque possibile per più numerose specie vegetali attecchire in tale regione.
L'arco vulcanico delle Cascate appare direttamente sopra una zona di subduzione, quella della Cascadia. L'episodio che segnò l'origine della maggior parte della catena delle Cascate cominciò 36 milioni di anni fa. Il resto della placca Farallon viene chiamata Juan de Fuca. In concomitanza con la diminuzione dell'attività vulcanica, durante il Miocene (17-12 milioni di anni fa), quantità colossali di basalto si riversarono nell'attuale bacino del Columbia. Con la separazione simultanea della placca Explorer e l'ispessimento della zona di subduzione, l'angolo del piano di Wadati-Benioff aumentò. L'attrito si fece più intenso, il rilievo aumentò e il vulcanesimo riprese.
Durante il Pleistocene, ovvero oltre due milioni di anni fa, la glaciazione smise di avanzare e si ritirò continuando a deformare il paesaggio, lasciando depositi di detriti rocciosi. La sezione trasversale a forma di "U" delle valli fluviali è conseguenza della recente glaciazione. La prosecuzione dell'orogenesi e la presenza di faglie in combinazione con le ultime glaciazioni risultano i principali responsabili delle caratteristiche geomorfologiche assunte dalle alte vette e dalle profonde valli dell'area delle North Cascades.

## Galleria d'immagini

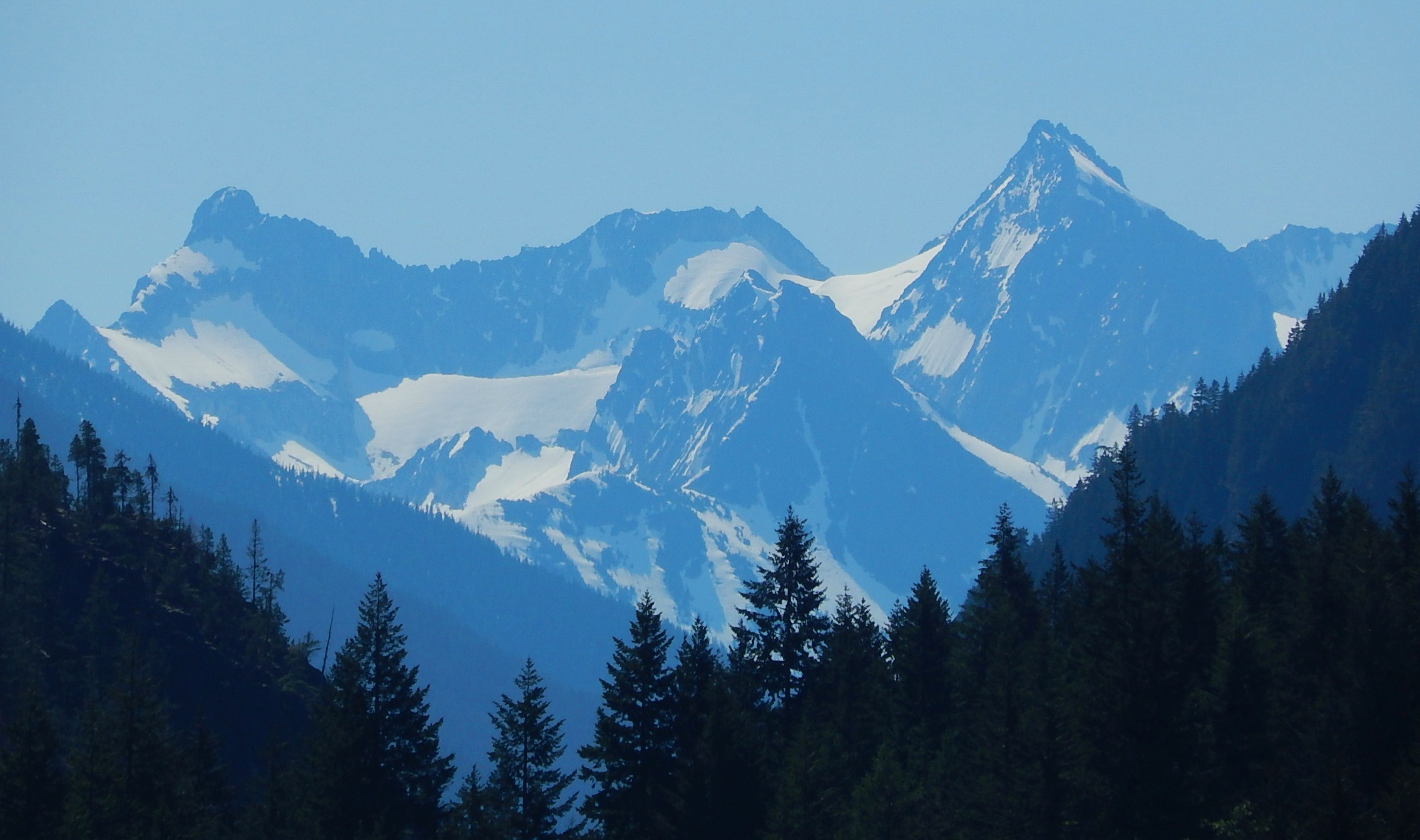
Il Logan visto dal lago Diablo
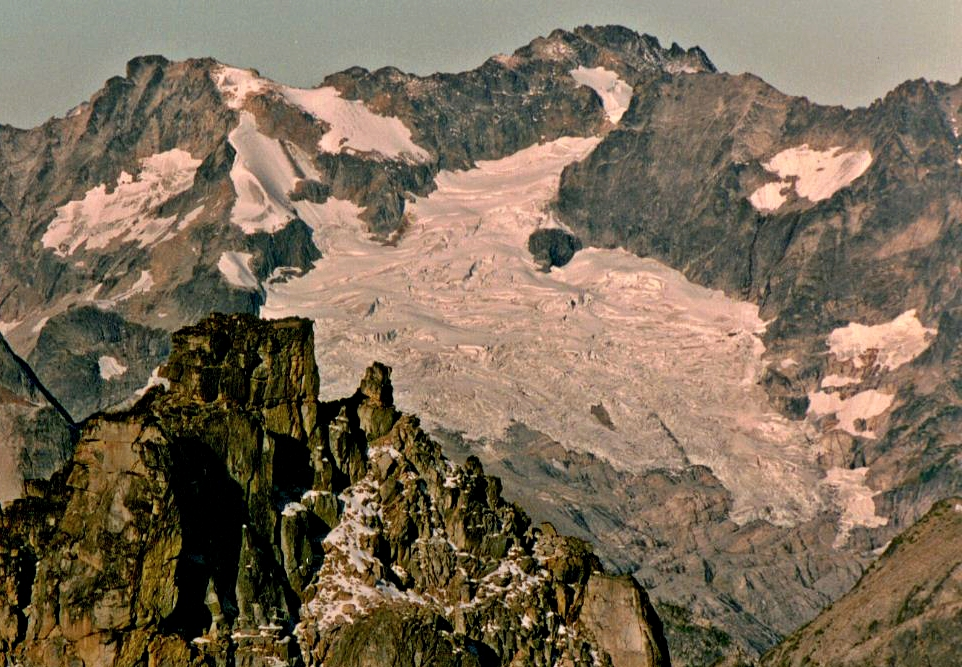
Il ghiacciaio Douglas sul Logan
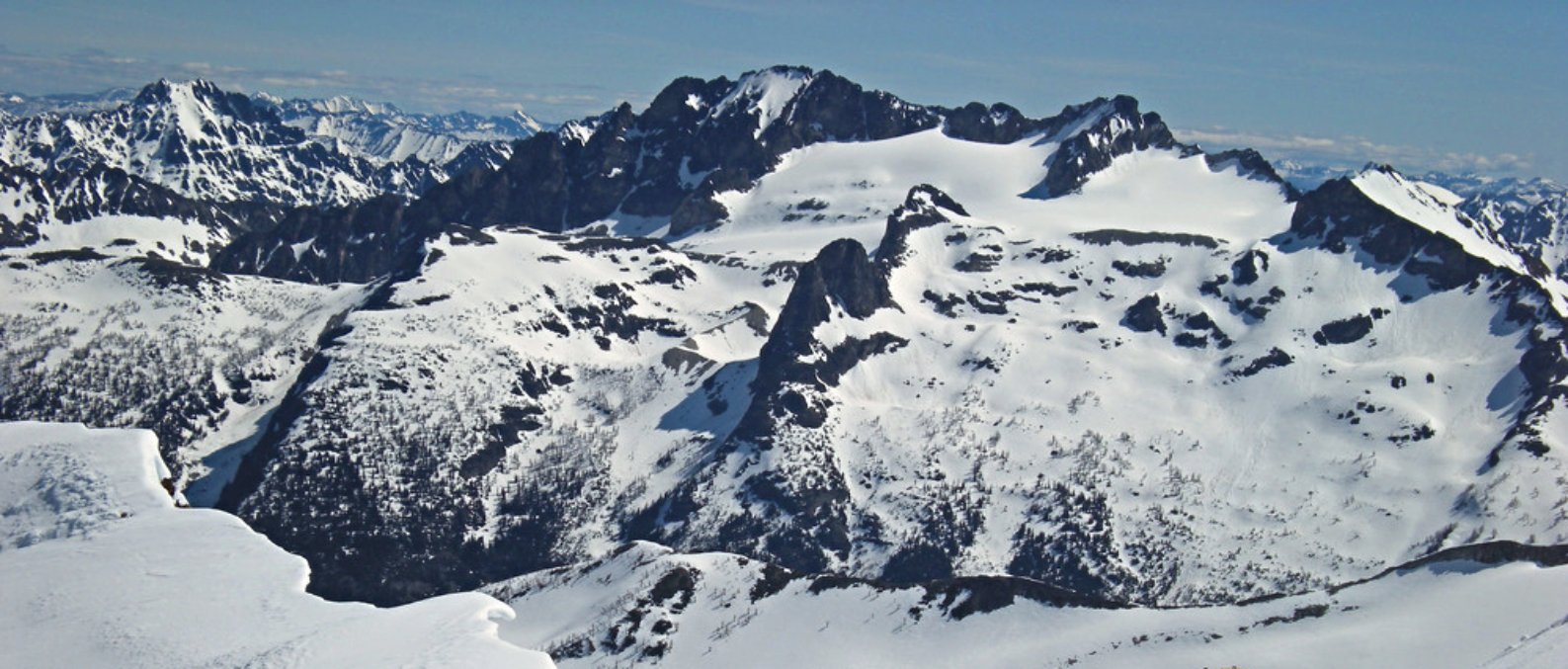
Il Logan visto dal colle Boston-Sahale